# Janowo (powiat kościerski)
Janowo – osada w Polsce, położona w województwie pomorskim, w powiecie kościerskim, w gminie Liniewo.